# Cantonul Le Creusot-Ouest
Cantonul Le Creusot-Ouest este un canton din arondismentul Autun, departamentul Saône-et-Loire, regiunea Burgundia, Franța.

## Comune
| Comune     | Populație (1999) | Cod poștal | Cod INSEE |
| ---------- | ---------------- | ---------- | --------- |
| Le Creusot | 26 283           | 71200      | 71153     |